# Міріла
Міріла (рум. Mirila) — село у повіті Олт в Румунії. Входить до складу комуни Бобічешть.
Село розташоване на відстані 154 км на захід від Бухареста, 18 км на південний захід від Слатіни, 27 км на схід від Крайови.

## Населення
За даними перепису населення 2002 року у селі проживали 672 особи, усі — румуни. Усі жителі села рідною мовою назвали румунську.